# 城南市民体育館
城南市民体育館（じょうなんしみんたいいくかん）とは、石川県金沢市若草町にある体育館、屋内スポーツ施設である。

## 概要
名称のとおり、金沢城の城南部にあり、金沢市営体育館の1つ。"城"の名が付く4つの市営体育館の1つでもある。管理、運営は公益財団法人金沢市スポーツ事業団が行っている。また同じ金沢市南部地域で、金沢市総合体育館が近くにある。ただし、施設の規模は総合体育館の方が格上である。すぐ隣には、金沢市長を務めた山野之義及び元全日本バレーボール代表であった越川優の母校、野田中学校がある。

## 施設一覧
体育館
面積:27.7 m×29 m
- バレーボールコート - 2面
- バスケットボールコート - 1面
- バドミントンコート - 4面
- ソフトバレーボールコート - 4面
- 卓球台…8台

その他の施設設備
- 自動販売機
- 更衣室
- シャワー室
- 駐車場 - 収容台数:10台